# Gemeindevertretungs- und Bürgermeisterwahlen in Vorarlberg 2010

Die 96 Gemeinden Vorarlbergs

In den Gemeindevertretungs- und Bürgermeisterwahlen in Vorarlberg am 14. März 2010 wurden die kommunalen Vertretungskörper aller 96 Gemeinden des österreichischen Bundeslands Vorarlberg neu gewählt. Dies betraf sowohl die Gemeindevertretung, welche das oberste Organ der Gemeindeverwaltung darstellt, als auch das Amt des Bürgermeisters, der als Gemeindevorsteher fungiert und in vielen Gemeinden direkt gewählt werden konnte.

## Wahlrecht
Zur Wahl der Gemeindevertretung und des Bürgermeisters im Jahr 2010 war aktiv wahlberechtigt, wer
- am Wahltag, dem 14. März 2010, zumindest das 16. Lebensjahr vollendet,
- seinen Hauptwohnsitz am Stichtag, dem 28. Dezember 2009, in Vorarlberg hatte und die Österreichische Staatsbürgerschaft oder die Staatsbürgerschaft eines Mitgliedsstaats der Europäischen Union besaß
- und nicht vom Wahlrecht ausgeschlossen war (automatisch durch Verurteilung zu einer mehr als einjährigen Freiheitsstrafe oder bei weniger als einjährigem Aufenthalt, wenn offensichtlich ist, dass dieser nur vorübergehend ist).

Darüber hinaus war jeder Vorarlberger wählbar, der die Voraussetzungen des aktiven Wahlrechts erfüllte und das 18. Lebensjahr vollendet hatte. Zusätzlich war es zur Wahl zum Bürgermeister einer Gemeinde erforderlich, dass man Bürger der Gemeinde, also österreichischer Staatsbürger mit Hauptwohnsitz in der jeweiligen Gemeinde, war.

### Neuerungen im Wahlrecht
Erstmals bei einer Kommunalwahl in Vorarlberg war es 2010 möglich, dass auch 16- und 17-jährige wählen durften. Aufgrund einer Gesetzesänderung im Wahlrecht des Bundes mussten auch die Landes- und Gemeindewahlgesetze entsprechend abgeändert werden, was zur Folge hatte, dass das Wahlalter auf 16 Jahre gesenkt wurde. Zudem war es bei dieser Gemeindewahl erstmals ohne Angabe von Gründen möglich, seine Stimme per Briefwahl abzugeben, was ebenfalls einer Änderung im Bundeswahlrecht geschuldet ist.

### Wahlsysteme
In den meisten Gemeinden des Landes wurde die Gemeindevertretung listenmäßig und der Bürgermeister direkt gewählt. Bei den Gemeindevertretungs- und Bürgermeisterwahlen 2010 führten 65 von 96 Gemeinden die Wahl auf diese Art durch. Daneben gab es allerdings als Vorarlberger Unikum noch zwei weitere Wahlverfahren, die zur Anwendung kamen.
Listenwahl mit Bürgermeisterdirektwahl
Bei der Listenwahl mit Bürgermeisterdirektwahl bringen Parteien oder freie Listen Wahlvorschläge für die Gemeindevertretung und für das Amt des Bürgermeisters ein. Die Wähler können anschließend jeweils eine Stimme für eine Liste oder Partei bei der Gemeindevertretung sowie eine Stimme für die Wahl des Bürgermeisters abgeben. Zusätzlich können 5 Vorzugsstimmen bei der gewählten Liste der Gemeindevertretung vergeben werden. Bei der Bürgermeisterwahl müssen die Wähler nicht dem Kandidaten der bei der Gemeindevertretung gewählten Liste oder Partei zwangsweise ebenfalls ihre Stimme geben (Stimmensplitting).
Die Möglichkeit zur direkten Wahl des Bürgermeisters gibt es in Vorarlberg erst seit der Wahlrechtsnovelle des Jahres 1999. Erstmals zur Anwendung kam es bei den Gemeindevertretungs- und Bürgermeisterwahlen im Jahr 2000.
Listenwahl (mit Vorwahl)
Bei der Listenwahl wählen die Wähler aus vorgefertigten Listen die neue Gemeindevertretung. Oft wird dieses Wahlsystem in Verbindung mit einer Vorwahl praktiziert. Dabei wird entweder an alle Wahlberechtigten der Gemeinde ein leerer Stimmzettel gesendet, auf dem diese jene Personen eintragen können, welche ihrer Meinung nach auf der Liste aufscheinen sollten, oder die Parteien senden ihre Listen an die Bürger, welche anschließend bereits im Vorfeld der Wahl eine Reihung innerhalb dieser vornehmen können. In der darauf folgenden Wahl erhalten die Stimmberechtigten abermals die Möglichkeit durch Vorzugsstimmen die Reihung auf den Listen zu ändern. Bei der reinen Listenwahl bestimmen anschließend an die Wahl die Mitglieder der neu gewählten Gemeindevertretung aus ihrer Mitte den Bürgermeister der Gemeinde. Eine reine Listenwahl wurde 2010 in 17 Vorarlberger Gemeinden durchgeführt.
Mehrheitswahl
Grundsätzlich ist die Gemeindevertretung in Vorarlberg nach dem Verhältniswahlrecht durchzuführen. Falls sich in einer Gemeinde jedoch bis spätestens sechs Wochen vor dem Wahltag keine Partei zur Wahl stellt, so wird die Wahl nach dem Mehrheitswahlrecht durchgeführt. Dabei kann jeder Wahlberechtigte maximal doppelt so viele Namen (von in dieser Gemeinde passiv Wahlberechtigten) wie Plätze in der Gemeindevertretung vorhanden sind, auf dem Wahlzettel angeben. Jene Personen mit der meisten Anzahl an Stimmen gelten anschließend als gewählt. Die neu gewählten Gemeindevertreter küren anschließend in ihrer ersten Sitzung aus ihrer Mitte den neuen Bürgermeister. Dieses Verfahren, das in Vorarlberg als einzigem österreichischem Bundesland zur Anwendung kommt, wird im Vorarlberger Gemeindewahlgesetz im 9. Abschnitt unter dem Namen „Wahlen in die Gemeindevertretung in Ermangelung von Wahlvorschlägen“ festgelegt. Die Mehrheitswahl wurde im Jahr 1984 vom Verfassungsgerichtshof als verfassungswidrig aufgehoben, nach einer Novelle des Bundes-Verfassungsgesetzes im Jahr 2000 aber wieder eingeführt.
Bei der Wahl im Jahr 2010 wurde in 14 Gemeinden eine Wahl in die Gemeindevertretung in Ermangelung von Wahlvorschlägen nach dem Mehrheitswahlrecht durchgeführt.

## Ergebnisse
Zwar veröffentlichte die Landeswahlbehörde keine offiziellen landesweiten Parteiergebnisse, jedoch kann auf Grundlage einer Berechnung der ÖVP ein Ergebnis angenommen werden (siehe rechts).
Die Parteienergebnisse beinhalten jeweils die von parteinahen Listen erzielten Ergebnisse. Als Parteinahe wird eine Liste angenommen, wenn sich unter den Spitzenkandidaten dieser Liste mehrere prominente Parteimitglieder befinden oder diese von der jeweiligen Landespartei massiv unterstützt wird. In vielen Kleingemeinden treten traditionell ÖVP-nahe Einheitslisten an. 			
Insgesamt konnte die ÖVP ihre Vormachtstellung in Vorarlberg halten und teilweise sogar ausbauen. Größter Erfolg für die Volkspartei war in diesem Zug die Erringung des Bürgermeisteramts durch Kurt Fischer in der Marktgemeinde Lustenau, wo zuvor 50 Jahre lang die FPÖ den Bürgermeister gestellt hatte. Zudem konnte ebenfalls von der FPÖ das Bürgermeisteramt in Mittelberg und von der SPÖ jenes in St. Gallenkirch gewonnen werden. Auch für die FPÖ stellte das Wahlergebnis einen Erfolg dar. Zwar schnitten die Freiheitlichen nicht ganz so gut ab, wie prognostiziert worden war, aber sie konnten den höchsten Zugewinn an Stimmen landesweit verbuchen. Die SPÖ setzte bei der Gemeindevertretungs- und Bürgermeisterwahl 2010 ihren bereits bei der Landtagswahl in Vorarlberg 2009 deutlich gewordenen Abwärtstrend fort und verlor neben einem Bürgermeister auch 66 Mandate in den Gemeindevertretungen des Landes. Die Grünen konnten bei den Wahlen leicht zulegen und schnitten besonders gut in jenen Gemeinden ab, in denen sich grüne Listen zum ersten Mal zur Wahl stellten, wie etwa in Lochau und Altach.
Keinen klaren Ausgang im ersten Wahlgang lieferte die Bürgermeisterwahl in drei Gemeinden. In Göfis, Hörbranz und Thüringen musste am 28. März eine Stichwahl über das Bürgermeisteramt abgehalten werden. Hierbei gewannen in allen drei Gemeinden die der ÖVP nahestehenden Kandidaten gegen ihre Herausforderer. Damit blieben in Göfis und Hörbranz die amtierenden Bürgermeister im Amt, während in Thüringen der ÖVP-Kandidat Harald Witwer den bisherigen Amtsinhaber Berno Witwer von der Bürgerliste als Gemeindeoberhaupt ablöste.